# 斉藤勝雄
斉藤勝雄（さいとうかつお、1893年（明治26年）-1987年（昭和62年））は、日本の造園家。数々の日本国内から海外までの日本庭園作品を手がける傍ら造園に関する執筆著作を多く世に送り出す。箱根植木株式会社など造園会社の顧問なども務めた。門下には枡野俊明など。千葉県山武郡九十九里町出身。

## 略歴
高等小学校卒業後、家業の造園業に従事する一方で、庭園術に関する著書を出版するべく、方々に持ち込みを行い始め、その著作が東京帝国大学で当時造園学の教鞭を執っていた田村剛に認められ、日本庭園協会の機関紙の執筆を開始。
30歳のとき、3ヶ月ほど京都の植治・小川治兵衛もとで修行を行う。
1933年（昭和8年）以降は、業態を庭園設計監理業に移行していく。
1938年（昭和13年）、アメリカ合衆国・ニューヨーク、サンフランシスコ万国博覧会日本庭園作庭の機会を得る。
1969年（昭和44年）、「日本庭園の手法に関する一連の研究」で、日本造園学会賞受賞。1987年（昭和62年）、94歳の長寿で死去。

## 作品
- 三井生命本社ビル中庭 (東京都千代田区、1961年（昭和36年）
- NHK放送センター中庭 (東京都渋谷区、1968年（昭和43年）
- 白根魚苑（群馬県利根郡片品村）
- 渡辺別邸
- 世界保健機構ピースガーデン (スイス・ジュネーブ、1971年（昭和46年）
- ホテルパシフィック東京 (東京都港区、1971年（昭和46年）、箱根植木と）
- 真言宗薬王寺（神奈川県横浜市）
- 万木城カントリークラブ (千葉県いすみ市、1977年（昭和52年）
- 日清製粉製粉記念館日本庭園（群馬県館林市栄町）
- 館林文化会館庭園
- 日清製粉館林工場庭園
- 高円寺池泉庭園（東京都杉並区高円寺）

## 著書
- 庭木整姿法（成美堂書店, 大正11 増訂. 昭和2年）
- 日本庭園の手法（成美堂書店, 昭和4年）
- 庭園秘書口伝解（成美堂書店, 昭和9年）
- 庭園図説（成美堂書店, 1933年）
- 工費明細庭園図説（訂再版. 成美堂, 1936年）
- 庭園意匠鑑（成美堂書店, 1943年）
- 庭園新考（成美堂, 1943年）
- 庭園手入法（河出書房, 1949年）
- 小庭園（河出書房, 1954年）
- 庭木のつくり方（河出書房, 1955年）
- 庭つくり（技報堂, 1955年）
- 庭のデザイン（共著. 技報堂, 1961年）
- 図解作庭記（技報堂, 1966年）
- 伝統の庭木づくり（河出書房, 1967年）
- 小庭・中庭づくり（技報堂, 1969年）
- 日本庭園の秘法（共著. 日貿出版社, 1970年）
- 新しい住いのための庭づくり（日貿出版社, 1972年）
- 造園実務集成. 庭園篇 1（技報堂, 1972年）
- 造園実務集成. 庭園篇 2（技報堂, 1973年）
- 造園実務集成. 庭園編 3（技報堂, 1973年）
- 庭園地被と植物病虫害・庭園篇1-3(編纂, 技報堂出版, 1975年)
- 庭の見取図・平面図集（技報堂出版, 1976年）
- 斉藤勝雄作庭技法集成. 第1巻（河出書房新社, 1976年）
- 斉藤勝雄作庭技法集成. 第2巻（河出書房新社, 1976年）
- 斉藤勝雄作庭技法集成. 第3巻（河出書房新社, 1977年）
- 斎藤勝雄作庭技法集成. 第4巻（河出書房新社, 1978年）
- 斉藤勝雄作庭技法集成. 第5巻（河出書房新社, 1977年）
- 芽出度い庭のつくり方（ニューハウス出版, 1983年）